# Philodromus pali
Philodromus pali är en spindelart som beskrevs av Gajbe 2000. Philodromus pali ingår i släktet Philodromus och familjen snabblöparspindlar. Inga underarter finns listade i Catalogue of Life.